# سوق الأحد (الفرايطة)
سوق الأحد هو دُوَّار يقع بجماعة الفرائطة، إقليم قلعة السراغنة، جهة مراكش آسفي في المملكة المغربية. ينتمي الدوّار لمشيخة الفرايطة التي تضم 23 دوار. يقدر عدد سكانه بـ 717 نسمة حسب الإحصاء الرسمي للسكان والسكنى لسنة 2004.

## روابط خارجية
- البوابة الوطنية للجماعات الترابية نسخة محفوظة 12 مارس 2018 على موقع واي باك مشين.
- المندوبية السامية للتخطيط